# São Miguel de Taipu
São Miguel de Taipu è un comune del Brasile nello Stato del Paraíba, parte della mesoregione della Zona da Mata Paraibana e della microregione di Sapé.